# James Woolsey

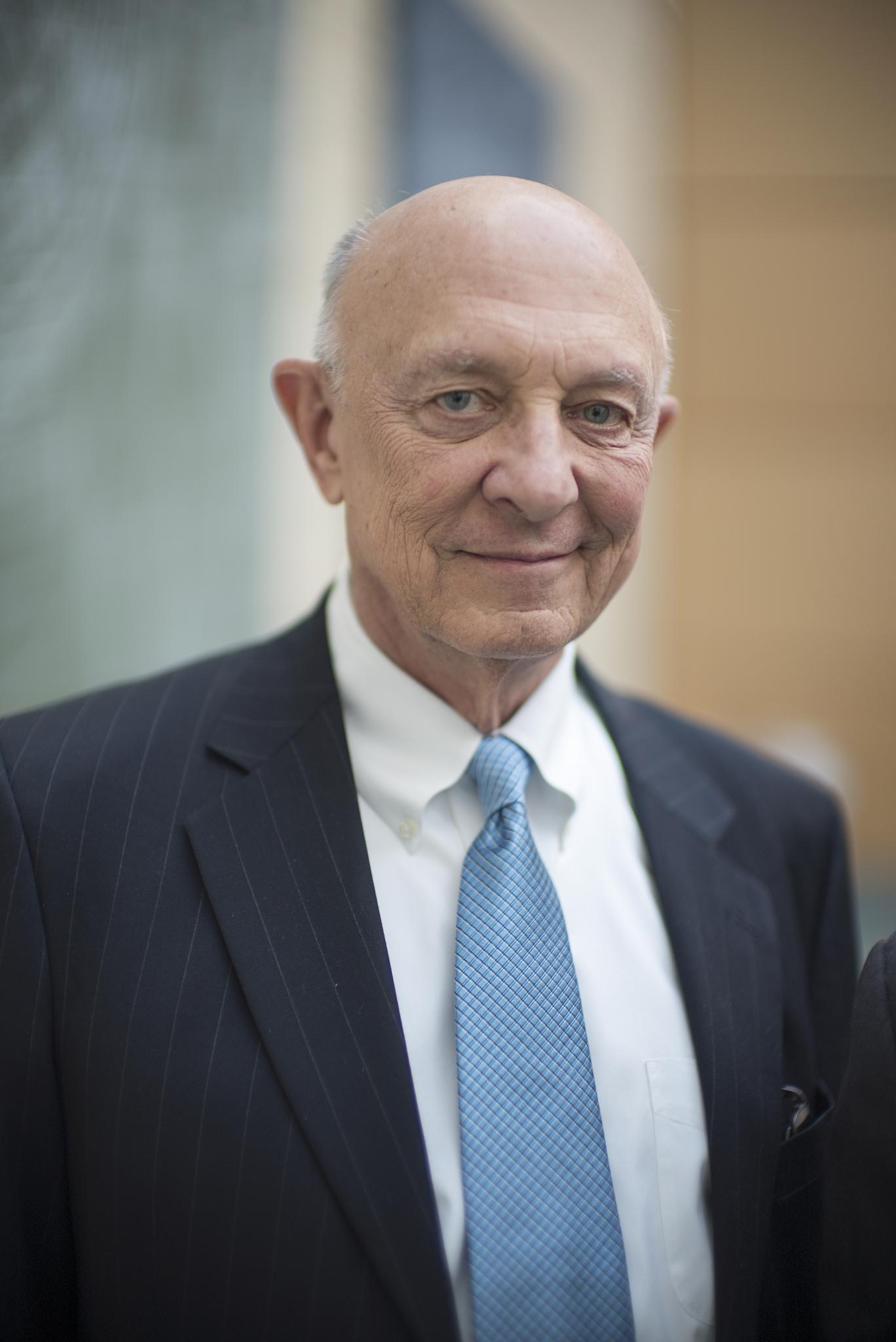
James Woolsey (2015)

Robert James „Jim“ Woolsey (* 21. September 1941 in Tulsa, Oklahoma) ist ein ehemaliger US-amerikanischer Regierungsbeamter. Er war von 1993 bis Januar 1995 Chef der CIA. Woolsey gilt als Hardliner in der US-amerikanischen Außen- und Sicherheitspolitik.

## Leben
Woolsey besuchte bis 1959 die Tulsa Central High School. Er studierte an der Stanford University (Bachelor 1963), an der University of Oxford (M.A. 1965) und an der Law School der Yale University (LL.B. 1968). Von 1968 bis 1970 diente Woolsey in der US Army und erreichte den Rang eines Captains. Im gleichen Zeitraum war er als Analytiker beim US-Verteidigungsministerium beschäftigt. Außerdem nahm er zwischen 1969 und 1970 als beratendes Mitglied der US-Delegation an den SALT-I-Verhandlungen in Helsinki und Wien teil. Woolsey fungierte von 1970 bis 1973 als Rechtsberater des Streitkräfteausschusses im US-Senat. Anschließend war er bis 1977 als Anwalt bei der Kanzlei Shea Gardner tätig; in den Jahren 1979 bis 1989 sowie von 1991 bis 1993 fungierte er dort dann als Partner. Unter Präsident Jimmy Carter gehörte er dann zwischen 1977 und 1979 als stellvertretender Marinestaatssekretär (Under Secretary of the Navy) der Bundesregierung an.
An den START-Verhandlungen mit der Sowjetunion nahm Woolsey zwischen 1983 und 1986 als amerikanischer Delegierter teil. Außerdem berief ihn Präsident Ronald Reagan zwischen 1983 und 1989 in mehrere Kommissionen zur Verteidigungspolitik. Schließlich half er von 1989 bis 1991, den Vertrag über Konventionelle Streitkräfte in Europa abzuschließen. Nach einem erneuten Abstecher in den Anwaltsberuf wurde Woolsey dann vom neu gewählten Präsidenten Bill Clinton zum neuen CIA-Chef ernannt; am 5. Februar 1993 löste er Robert Gates in dieser Funktion ab, die er bis zum 10. Januar 1995 innehatte.
2000 bestätigte Woolsey im Wall Street Journal, dass das weltumspannende, von der NSA dominierte Abhörsystem Echelon zur Wirtschaftsspionage gegen die kontinentaleuropäische Verbündeten benutzt worden war. Nachdem der Echelon-Skandal einen Sonderausschuss des Europäischen Parlamentes beschäftigt hatte, bemühte sich Woolsey allerdings, darzulegen, die USA hätten lediglich nach Bestechungsversuchen europäischer Unternehmen im Ausland gesucht, denn „die meiste europäische Technologie lohnt den Diebstahl einfach nicht“.
Woolsey forderte eine Anklage wegen Hochverrates und Hinrichtung des Whistleblowers Edward Snowden, der mit seinen Enthüllungen 2013 die globale Überwachungs- und Spionageaffäre auslöste.
Woolsey befindet sich im Aufsichtsrat von Genie Energy – 2013 erhielt das US-israelische Unternehmen eine Lizenz, in den syrischen Golanhöhen nach Öl zu suchen. Am 7. Oktober 2015 verkündete das Unternehmen, es hätte durch Probebohrungen ein großes Ölvorkommen gefunden. Zu den Investoren gehören Jacob Rothschild, 4. Baron Rothschild, Hedgefondsmanager Michael Steinhardt, der ehemalige US-Energieminister Bill Richardson, Medienunternehmer Rupert Murdoch, der ehemalige Verteidigungsminister und Vizepräsident der Vereinigten Staaten Dick Cheney und der ehemalige US-Finanzminister und Chefökonom der Weltbank Lawrence Summers. Dem Unternehmen Genie steht der frühere rechtsgerichtete israelische Minister Effi Eitam vor.

## Privates
Seine Frau Suzanne Haley Woolsey ist COO der National Academy of Sciences und war Chief Communications Officer des Verlags Joseph Henry Press. Mit ihr hat er drei Söhne.

## Mitgliedschaften bei Organisationen und Institutionen
Woolsey war Mitglied im Aufsichtsrat des Rüstungskonzerns Martin Marietta (nach der Fusion Teil von Lockheed Martin) und ist Vorsitzender des Executive Committee der Smithsonian Institution. Beim Atlantic Council fungiert er als einer der Direktoren.
Zudem gehört oder gehörte Woolsey folgenden Organisationen und Institutionen an:
- Global Panel Foundation America, Mitglied im Advisory Board (Beirat)
- Defense Policy Board (Verteidigungsausschuss, berät u. a. das Verteidigungsministerium der Vereinigten Staaten. In ihm saß bis 2004 auch Richard Perle, der bis 2003 Vorsitzender war)
- America Abroad Media, Mitglied im Advisory Board
- American Center for Democracy, Mitglied im Beirat
- Center for Strategic and International Studies (US-Denkfabrik)
- Coalition for a Democratic Majority, 1972 gegründet von Senator Henry M. Jackson und dem rechten Flügel der Demokraten zuzuordnen
- Foundation for Defense of Democracies, engagiert im „Kampf gegen den Terror“; Woolsey trägt dort den Titel Distinguished Advisor
- Freedom House, Vorsitzender des Board of Trustees (Kuratoriums). Diesem gehören u. a. auch Samuel P. Huntington und Jeane Kirkpatrick an
- Jewish Institute for National Security Affairs, Mitglied im Advisory Board
- Project for the New American Century
- Phi Beta Kappa, eine elitäre Vereinigung von Hochschulangehörigen
- Association of American Rhodes Scholars; vergibt die Rhodes-Stipendien
- American Committee for Peace in Chechnya (ACPC), 1999 gegründet, seit 2005 unter dem Namen American Committee for Peace in the Caucasus; eine NGO von Freedom House, die geleitet wird von der CIA-Frontorganisation National Endowment for Democracy
- Committee on the Present Danger, eine außenpolitische Interessensgruppe, 2004 wiedergegründet zum Kampf gegen den Terror.[8]

## Zitate
„Die Menschen sollten verstehen, dass wir uns im Vierten Weltkrieg befinden, nach zwei heißen und einem kalten Krieg in den letzten hundert Jahren. Es ist ein Krieg, der anständige Regierungen im Nahen Osten bringen soll. Von ganz Nordafrika bis in den Iran. Dort und in 22 arabischen Staaten gibt es keine einzige demokratische Regierung.“

„die meiste europäische Technologie lohnt den Diebstahl einfach nicht“

„Erinnern Sie sich an den Burschen, der 1994 sein Flugzeug auf den Rasen des Weißen Hauses stürzen ließ? Das war ich bei meinem Versuch, einen Termin bei Präsident Clinton zu erhalten.“